# 小樽運河

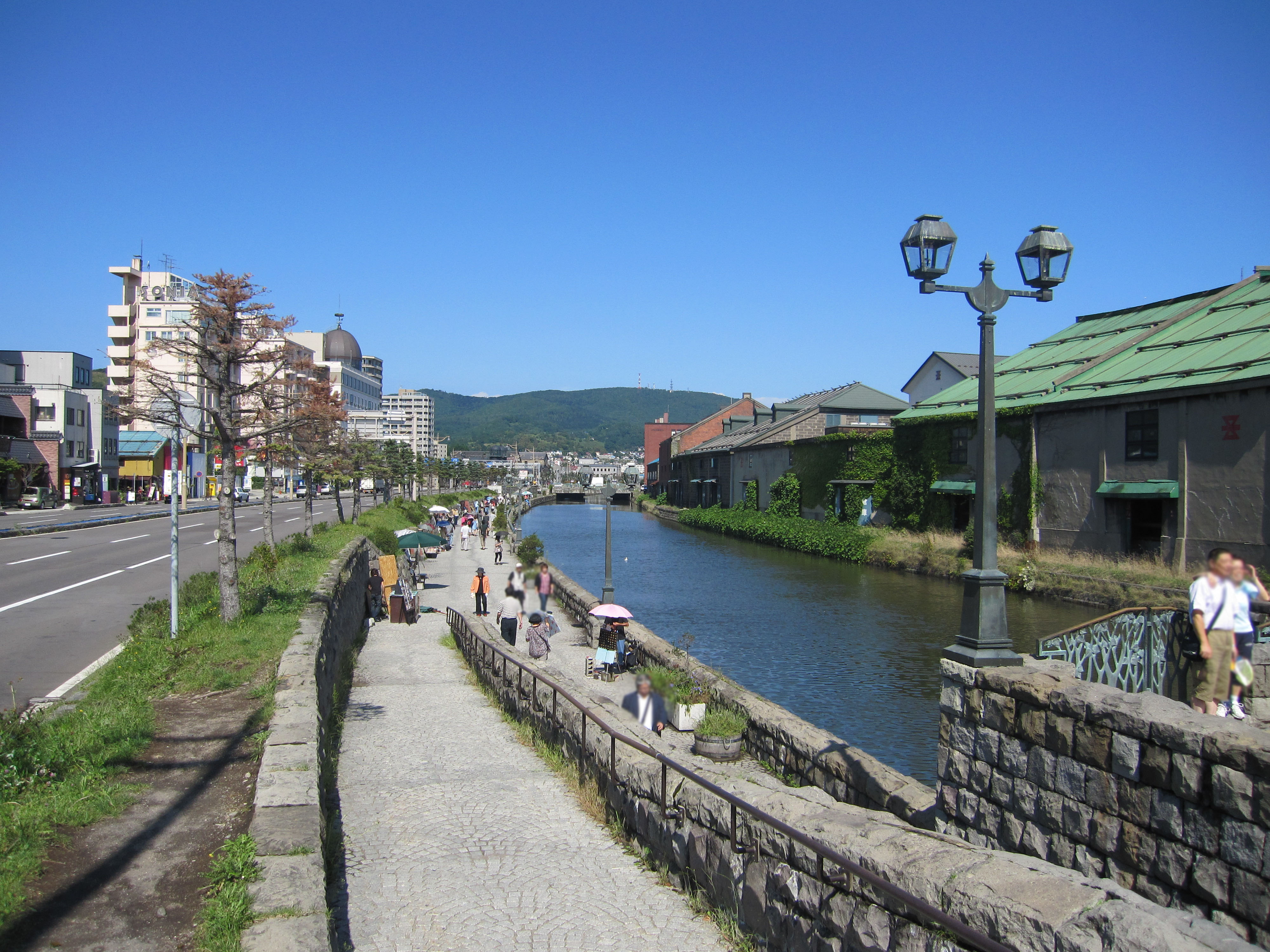
小樽運河とガス燈

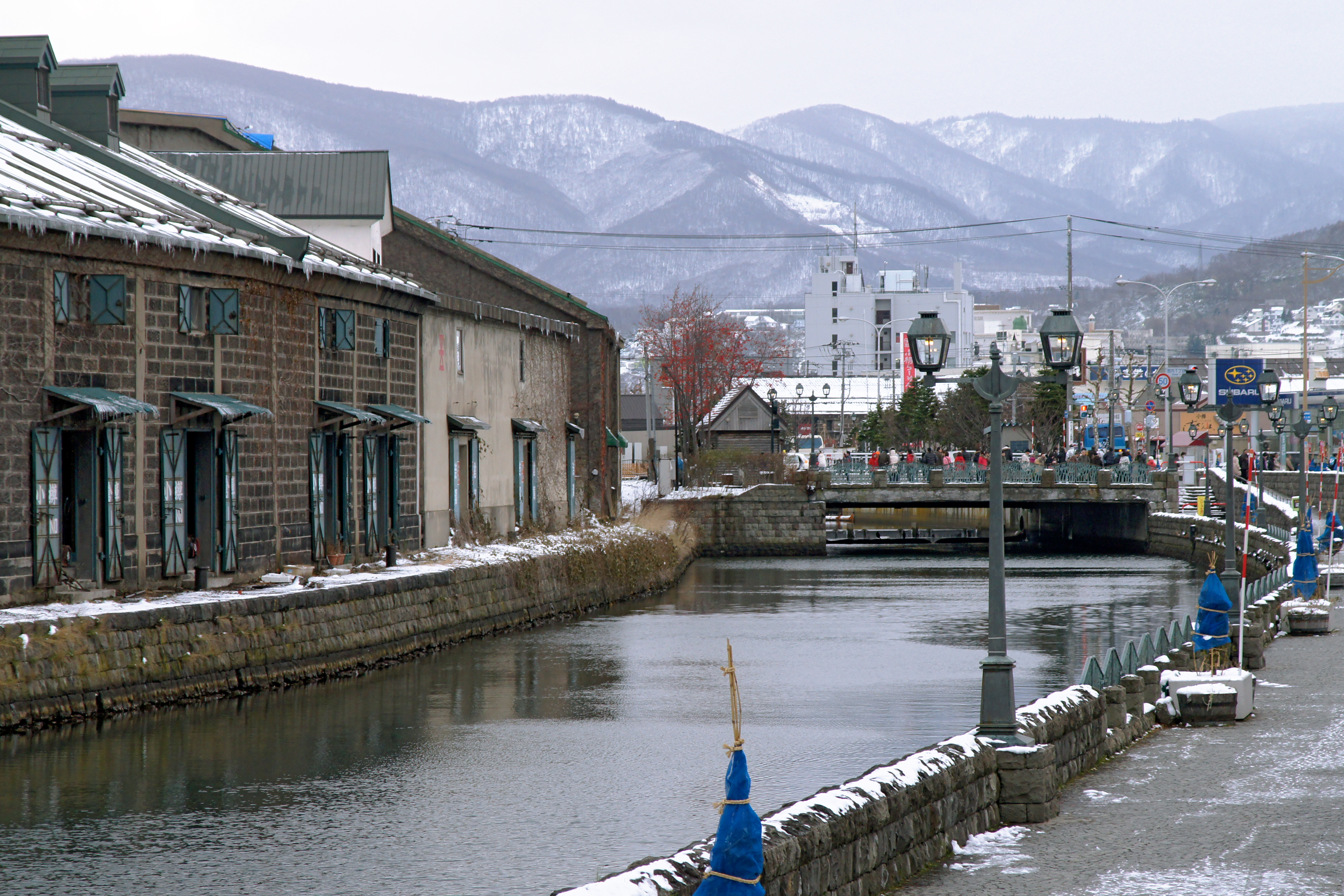
冬の小樽運河

小樽運河（おたるうんが）は、北海道小樽市にある運河。現在は物流機能としての使命を終えており、文化庁選定日本遺産「北海道の『心臓』と呼ばれたまち・小樽」を構成する遺産のひとつ。
1923年（大正12年）完成。日本国内唯一となる海岸の沖合い埋立て方式で造られており、緩やかに湾曲しているのが特徴になっている。全長1,140 mあり、幅は臨港線沿いは20 m、北部（通称：北運河）は当時のままの40 mになっている。
1986年（昭和61年）に運河の一部を埋立てて幅の半分が道路となって散策路が整備されると小樽市の観光資源になり、周辺地区を含めて観光地へと変貌した。散策路には63基のガス灯が設置されている。運河沿いにある木骨石造倉庫群は当時の姿を残しており、夕暮れ時からライトアップしている。また、運河周辺では『小樽雪あかりの路』『おたる☆浅草橋オールディーズナイト』などのイベントを開催している。

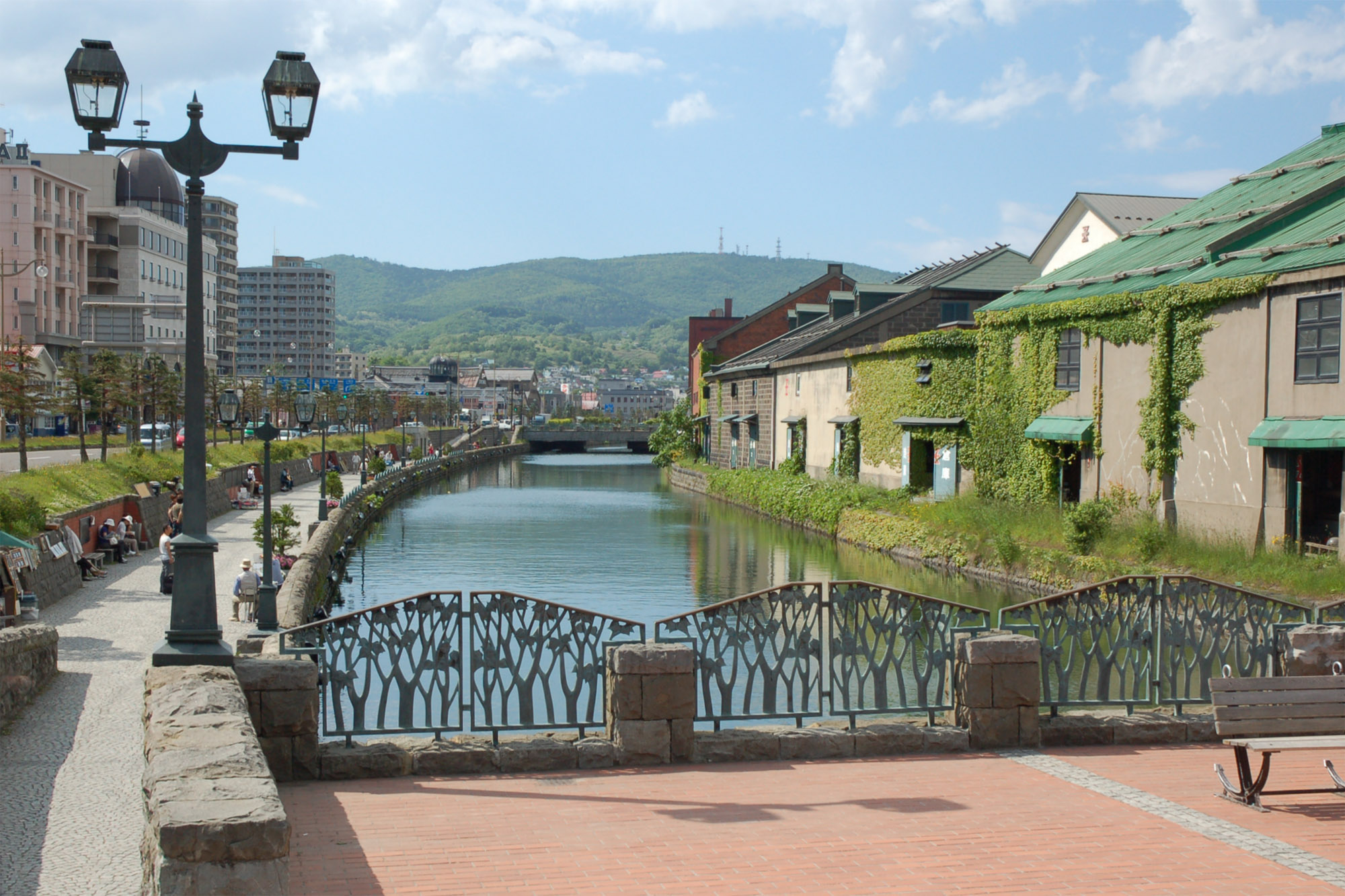
浅草橋と小樽運河
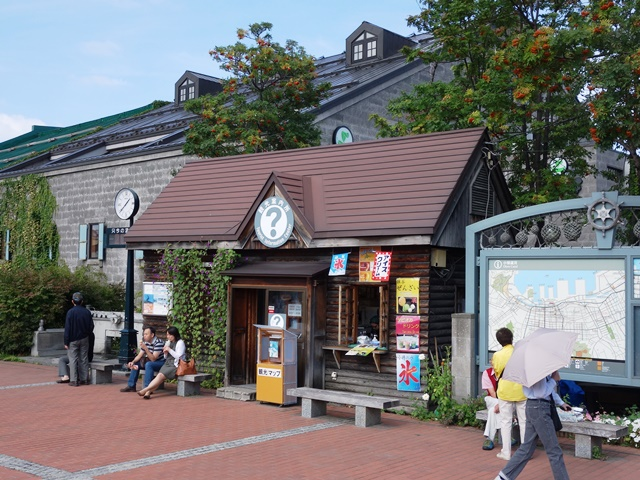
浅草橋観光案内所

## 歴史
小樽運河は、小樽港が取り扱う荷量が多くなったため、沖合いで艀（はしけ）を使った荷揚げから艀が倉庫の近くまで直接行けるために建設した水路である。
戦後になると港に埠頭が整備されて運河は使命を終え、運河周辺の重厚な木骨石造の倉庫群などの歴史的建造物は数多く取り残された。1966年（昭和41年）、モータリゼーションによって深刻化していた小樽市内の交通渋滞緩和を図るため、臨港線（現在の北海道道17号小樽港線と北海道道454号小樽海岸公園線の一部区間）全路線を6車線化する都市決定計画を行った。この計画には運河の埋立てと倉庫群の解体が伴っていたため、周辺の歴史的建造物を含めて保存に向けた市民活動が起こり、1973年（昭和48年）に「小樽運河を守る会」が設立した。10年以上に及ぶ議論が続き、臨港線は運河区間を残す一部が開通した。1983年（昭和58年）に「小樽運河百人委員会」を結成して約10万人の署名を集めるなど再度保存活動が盛り上がり、小樽市も北海道初の景観条例となる「小樽市歴史的建造物及び景観地区保全条例」を制定するなど姿勢が変わった（1992年には発展的解消した「小樽の歴史と自然を生かしたまちづくり景観条例」を制定）。なお、百人委員会は当時の小樽市長・志村和雄のリコール運動を巡る急進派と慎重派の対立により翌年に解散した。その後、慎重派が1984年（昭和59年）に「小樽再生シンポジウム実行委員会」を結成し、翌年に発展的解消した「小樽再生フォーラム」を設立した。最終的に、当時の北海道知事・横路孝弘が運河の幅の半分を埋立てて道路とし、残りはポケットパークの配置や散策路を整備する折衷案の支持を示し、議論が決着して1986年（昭和61年）に完成した。
再生された小樽運河は小樽を代表する観光地になり、運河周辺も民間資本による投資が活発となった。小樽運河周辺は「小樽歴史景観区域」に指定されており、木骨石造倉庫の再活用や歴史的建造物と調和したデザインの建物が新築され、ガラス・オルゴール工房や飲食店、海産物店、菓子店、土産物店などが立地している。運河周辺を人力車で遊覧することができるほか、2012年（平成24年）からは運河を周遊する観光船を運航している。

## 選定
- 都市景観100選「小樽運河とその周辺地区」[11]
- 人と自然が織りなす日本の風景百選「小樽運河と町並み」
- 美しい日本の歴史的風土100選「小樽運河及び周辺の歴史的街並み」[12]
- 美しい日本の歩きたくなるみち500選「裕次郎とレンガのまち小樽散策路」
- 日本夜景遺産「小樽運河」（ライトアップ夜景遺産）[13]

## アクセス
運河沿いには小樽市総合博物館運河館（旧小樽倉庫）やルタオ運河プラザ店（旧小樽倉庫）、小樽出抜小路、ホテルなどが立地している。
- 北海道旅客鉄道（JR北海道）小樽駅から徒歩約8分

## 参考資料
- “小樽運河保存から街並み保存へ（北海道小樽市）” (PDF). まち再生事例データベース.  国土交通省. 2016年5月19日閲覧。
- “北海道小樽市 小樽運河周辺商業集積” (PDF). がんばる商店街77選.  中小企業庁. 2016年5月19日閲覧。
- “小樽市景観計画” (PDF). 小樽市防災会議 (2009年). 2016年5月10日閲覧。